# Alan Szczotka
Alan Szczotka (ur. 12 marca 2001 w Gorzowie Wielkopolskim) – polski żużlowiec.

## Życiorys
Karierę w sporcie żużlowym rozpoczął na miniżużlu w klubie GUKS Speedway Wawrów. Wychowanek Stali Gorzów Wielkopolski. Licencję żużlową uzyskał 25 kwietnia 2016 roku na torze w Opolu wraz z Marcelem Studzińskim i Hubertem Czerniawskim. 
W sezonie 2016 występował w rozgrywkach juniorskich. Finalista Brązowego Kasku (2017 – 13. miejsce, 2018 – 15. miejsce) oraz mistrzostw Polski par klubowych (2017 – 1. miejsce wraz z Bartoszem Zmarzlikiem i Krzysztofem Kasprzakiem). W 2016 roku reprezentował gorzowski klub w eliminacjach grupowych młodzieżowych drużynowych mistrzostw Polski (2. miejsce) oraz zwyciężył wraz z drużyną w rozgrywkach młodzieżowych drużynowych mistrzostw Wielkopolski.
W rozgrywkach ligowych zadebiutował 21 maja 2017 roku w meczu rozgrywanym w Gorzowie Wielkopolskim z Fogo Unią Leszno.
W 2020 został wypożyczony do pierwszoligowego Wybrzeża Gdańsk.